# Minardi M190
La Minardi M190 è una monoposto di Formula 1, costruita dalla scuderia Minardi per partecipare al campionato mondiale di Formula 1 1990.
Progettata da Tommaso Carletti e Aldo Costa, montava un motore V8 Ford Cosworth DFR ed era equipaggiata con pneumatici Pirelli.